# Чемпионат России по конькобежному спорту 1909
Чемпионат России по конькобежному спорту в классическом многоборье 1909 года — 21-й чемпионат России, который прошёл 15 февраля 1909 года в Москве на катке «Патриаршие пруды». В первенстве принимали участие только мужчины — 10 конькобежцев (7 мужчин и 3 юниора).
Чемпионом России во второй раз подряд стал москвич Николай Струнников, призёрами — Евгений Бурнов (Москва) и Григорий Блювас (в других источниках — Георгий Блювас) (Санкт-Петербург).
Чемпионом России среди юниоров на дистанции 1500 метров стал Дмитрий Виноградов. Третье место занял будущий чемпион Европы, России, заслуженный мастер спорта СССР Василий Ипполитов.
С 1908 года первенство разыгрывается на трех дистанциях 500, 1500 и 5000 метров. Для получения звания чемпиона России необходимо было победить на двух дистанциях. Последующие места распределялись по сумме очков на дистанциях. Все дистанции разыгрывались в один день.

## Результаты чемпионата. Мужчины
| место     | спортсмен          | город           | очки | 500 м    | 1500 м     | 5000 м     |
| --------- | ------------------ | --------------- | ---- | -------- | ---------- | ---------- |
| 1         | Николай Струнников | Москва          | 4    | 50,1 (1) | 2.40,2 (1) | 9.26,8 (2) |
| 2         | Евгений Бурнов     | Москва          | 10   | 53,6 (6) | 2.45,0 (3) | 9.25,2 (1) |
| 3         | Григорий Блювас    | Санкт-Петербург | -    | 50,2 (2) | 2.48,8 (5) | -          |
| без места | В. Камжалов        | -               | -    | 52,3 (3) | 2.43,6 (2) | 9.49,0     |
| без места | Д. Назаров         | -               | -    | 53,6 (6) | 2.47,8 (4) | 9.56,8     |
| без места | Иван Дубинин       | -               | -    | 53,4 (5) | 2.49,6 (6) | -          |
| без места | А. Лебедев         | -               | -    | 53,2 (4) | -          | -          |

## Результаты чемпионата. Юниоры
| место | спортсмен          | город  | 1500 м |
| ----- | ------------------ | ------ | ------ |
| 1     | Дмитрий Виноградов | -      | 2.57,0 |
| 2     | Борис Селтухин     | -      | 2.57,2 |
| 3     | Василий Ипполитов  | Москва | 2.58,2 |